# Platygaster vaenia
Platygaster vaenia är en stekelart som beskrevs av Walker 1836. Platygaster vaenia ingår i släktet Platygaster och familjen gallmyggesteklar. Inga underarter finns listade i Catalogue of Life.